# Градски олимпијски базен (Бања Лука)
Градски олимпијски базен у Бањој Луци је објекат који послује у оквиру „ЈП Аквана“, која је у власништву Града. Отворен је у децембру 2009. године. Олимпијски Базен димензија је 50x25 метара, дубина 2 метра. Пројектован је по стандардима Свјетске пливачке и ватерполо федерације. Поред олимпијског постоји и мали базен димензија 25x10. Уз базен су изграђене и трибине капацитета 532 мјеста. Температура воде око 27 степени у олимпијском и 28 у малом 25-метарском базену. У сутерену Градског олимпијског базена налазе се: теретана, фитнес, сауна, релаксациона соба и просторије за масажу. На спрату се налазе између осталог - кафић и новинарске кабине.

## Стартни пливачки блокови
На Градском олимпијском базену у Бањој Луци су постављени најсавременији стартни пливачки блокови са најпрецизнијим мјерењем времена. То је заправо најновија ОМЕГА серија стартних блокова, и ти блокови су прво уграђени на ГОБ у Бањалуци.

## Пливачки митинг
Бањалучки пливачки митинг одржава се традиционално у термину априла/мај почев од 2007. године, и у званичном је календару ФИНА и ЛЕН. Митинг одржан у мају 2012. године, био је уједно и квалификациони за Олимпијаду у Лондону а у мају 2013. био је квалификациони митинг за СП у Барселони 2013., и окупио је преко 400 такмичара из 11 земаља. Звијезда и промотер митинга 2012. била је Нађа Хигл. Промотери пливачког митинга 2013. били су Милорад Чавић - Србија и Ивана Нинковић- Република Српска/БиХ. Такмичење се одржава у складу са правилима Пливачког савеза Републике Српске и Пливачког савеза Босне и Херцеговине.

## Ватерполо
На Градском олимпијском базену тренирају бањалучки ватерполо клубови: ВК „Бања Лука“, ВК „Фортуна“ и ВК „Студент“. У циљу промоције овог спорта базен је био и домаћин првенствене утакмице Лиге Србије за ватерполисте између ВК Војводина и ВК Партизан (2009). Те ревијалне утакмице између ВК Партизан и ВК Црвена звезда (2013), а угостио је и ватерполо репрезентацију Србије.

## Опроштај Милорада Чавића од пливања
Милорад Чавић, најбољи српски пливач свих времена своју опроштајну пливачку трку имао је на Пливачком митингу у Бањалуци 2013., у суботу 25. маја. Тада је и посљедњи пут у такмичарској трци отпливао 50м делфин, у дисциплини у којој има и сребрену олимпијску медаљу.
Било је поприлично емотивно вечерас и никада не треба рећи никада. Повремено маштам о могућем повратку али реално знам да сам дошао на крај. Велика ми је част што сам посљедњих 50м у каријери пливао у Бањалуци, одакле сам током каријере имао највећу подршку.  — Милорад Чавић, за "Независне новине" 26. маја 2013.

## Галерија
- ГОБ, трибине
- ГОБ, угоститељски објекат
- ГОБ, улазно/излазни аутомат
- ГОБ, свлачионица